# Amélie Jakobovits
Pour les articles homonymes, voir Jakobovits.
Lady Amélie Jakobovits (31 mai 1928, Ansbach, Allemagne - 7 mai 2010, Londres, Angleterre) née Munk, connue comme rebbetzin Jakobovits, était la veuve de lord Immanuel Jakobovits, baron Jakobovits, grand-rabbin du Commonwealth.

## Éléments biographiques

### De Ansbach à Paris (1928-1937)
À la naissance d'Amélie (en hébreu, Mayla), le 31 mai 1928, son père, Elie Munk, est le rabbin d'Ansbach, en Bavière. Sa mère est Fanny (en hébreu, Frumet) Goldberger, fille de Nathan Goldberger, le président de la communauté juive orthodoxe de Nuremberg.
Le rabbin Munk, né à Paris en 1900, quitte l'Allemagne en 1937, ayant compris l'étendue de la menace nazie. Il est élu rabbin de la synagogue Adas Yereim, appelée aussi synagogue de la Rue Cadet, ou Communauté israélite de la stricte observance (CISO), dans le 9e arrondissement de Paris.
Elle a donc neuf ans lorsqu'elle arrive à Paris.

### Seconde Guerre mondiale: Suisse et retour à Paris (1939-1949)
Pendant la guerre sa famille se réfugie d'abord à Toulouse. En 1941 elle participe au camp d'été du mouvement Yechouroun, puis sa famille parvient à passer en Suisse.

### Mariage, puis l'Irlande, New York, et l'Angleterre (1949-2010)
En 1949, elle épouse le rabbin Immanuel Jakobovits qui devient grand-rabbin d'Irlande (1949-1958), puis de la synagogue orthodoxe de la cinquième avenue à New York (1958-1967), puis finalement grand rabbin d'Angleterre (1967-1999).
Elle s'identifie aux positions de son mari, ce qui ne l'empêche pas d'avoir « elle-même, une personnalité hors de l'ordinaire », note le journal anglais The Independent. Selon le New York Times, Amélie est une « extrovertie » et « ils forment une équipe pastorale, ouvrant leur demeure à des foules d'invités. »
Selon The Guardian de Londres, en date du 11 mai 2007, quand son mari, Immanuel Jakobovits, est élu grand-rabbin en 1967, il exprime son intention d'engager un conseiller en relations publiques. De fait, point besoin de chercher loin, il a son épouse.

### Après le décès de son mari (1999-2010)
Après le décès de son mari en 1999, Amélie reste active et reconnue comme la « grand-mère » des Juifs britanniques qui la surnomment « Lady J ». Durant toute sa vie, elle a soutenu activement de nombreuses associations caritatives juives et aussi donné des conférences, notamment à l'université d'Oxford, le 25 janvier 2007, sur le thème de "La Femme dans l'Holocauste",.
De par ses activités, note le journal anglais The Times, en date du 13 mai 2010, elle circonvient aux conventions qui auraient voulu qu'elle ne soit que l'épouse, et la veuve d'un grand-rabbin d'Angleterre.
En 2002 elle reçoit un doctorat honorifique de l'université Bar-Ilan, lors d'une cérémonie à Londres. Margaret Thatcher figure parmi les invités.
Elle a six enfants et trente petits-enfants .
En 2007, le journal The Jewish Chronicle publie une liste des 100 juifs les plus influents de Grande-Bretagne. Son nom figure en 30e place.
Amélie Jakobovits décède à Londres le 7 mai 2010, des suites d'une pneumonie. Après des funérailles à Londres, le dimanche 9 mai 2010, elle est enterrée à Jérusalem, en Israël, ,,, sur le mont des Oliviers, aux côtés de son époux.